# Autoferros ASJ
El término autoferro hace referencia al un tipo de vehículo ferroviario, también conocido como Ferrobús. Empleados en Latinoamérica desde las décadas de los años 50-70, siendo fabricados en Estados Unidos y Europa principalmente. El modelo Autoferro ASJ fue un ferrobús usado en Colombia y construido por la empresa sueca Aktiebolaget Svenska Järnvägsverkstäderna (ASJ), fabricado a partir de los modelos suecos de Ferrobús Serie Y con sus principales características técnicas (detalladas en la tabla), específicamente las serie Yoa2 y X9 los cuales fueron usados como modelos de diseño y con el frente diseñado a partir de la serie X20 / "Uddeholmarna", y con acoplamiento corto tipo "Paprikatågen".

## Historia
La empresa ferroviaria Aktiebolaget Svenska Järnvägsverkstäderna (ASJ) en Linköping, es probablemente más conocida por su producción de ferrobuses, vagones de metro y vagones de pasajeros para la empresa SJ. Durante los años 50 hubo intentos muy intensos de vender vehículos ferroviarios a clientes extranjeros. Las ofertas se presentaron principalmente para vehículos de motor a países como Arabia Saudita, España, Portugal e incluso Australia.
La historia de los Autoferros ASJ en Colombia data de principios de 1955, la empresa Ferrocarriles Nacionales de Colombia hizo una licitación para la compra de vehículos ferroviarios. La licitación se refería tanto a locomotoras como a vagones, pero también a ferrobuses. La razón fue que al estado colombiano se le había dado la oportunidad de equipar y también construir nuevas líneas ferroviarias utilizando préstamos de bancos internacionales. El ferrocarril colombiano tiene un ancho de vía de 914 mm, también denominado de Trocha Angosta y conectaba, entre otras, la ciudad portuaria de Buenaventura con las ciudades más grandes como Cali, Medellín y Bogotá. La naturaleza montañosa de Colombia justificó la construcción de un ferrocarril de trocha angosta, pero aun teniendo en cuenta que es un ferrocarril de trocha angosta, el estándar de las vías era pobre, por no decir inexistente.
ASJ presentó una propuesta a los ferrocarriles colombianos para un tren ligero tipo KLL sueco, es decir, Corto, Bajo y Ligero. Este fue un proyecto que ASJ había iniciado a principios de los años 50, pero no hubo juegos de trenes listos para usarse como referencia. Se presentó al cliente una nueva propuesta similar a los ferrobuses de SJ que ASJ fabricó. En el otoño de 1955, es decir, hace más de 60 años, ASJ presentó una oferta a Colombia. En competencia con otros 18 fabricantes de diferentes países, resultó que ASJ fue el más barato y se iniciaron las negociaciones con el comprador colombiano. Las primeras negociaciones fueron realizadas por el CEO de ASJ, el señor Yngve Övergaard, quien, luego de un vuelo de 39 horas desde la ciudad de Bromma con escalas en Nueva York y Jamaica, aterrizó en Bogotá.
El contrato con las autoridades colombianas se firmó en 1956. El monto del contrato fue de 22,7 millones de Coronas de la época con pago en US$ o en café. Un gran escollo fue precisamente el pago, debido a la mala economía de Colombia en ese momento. Esto significó que, durante el transcurso del proyecto, se vieran obligados a entablar muchas y profundas discusiones sobre cómo y cuándo se realizaría el pago. El país tenía grandes problemas financieros, por lo que querían pagar parte de la deuda con café. Pagar con café no era lo más fácil porque la Federación Nacional de Cafeteros de Colombia establecía ciertos requisitos para un negocio de este tipo. Sobre todo, la federación cafetera quería que todo el café fuera entregado desde Nueva York y no directamente desde Colombia. Algo que a los importadores de café en Suecia no les gustaba porque entonces te arriesgabas a conseguir un café de baja calidad. El pago internacional en efectivo eliminó los problemas y ASJ pudo recibir su dinero.
El pedido constaba de 28 autoferros, cada uno con una unidad tractora más un vagón de pasajeros a modo de remolque. Se utilizaron algunas soluciones constructivas provenientes de la fabricación de los ferrobuses de SJ, como el modelo YCo6. La conducción del ferrobús consistía en dos motores diesel de la marca Cummins y la transmisión de potencia sería hidráulica. Las cajas de cambios serían basadas en el sistema sueco SRM.

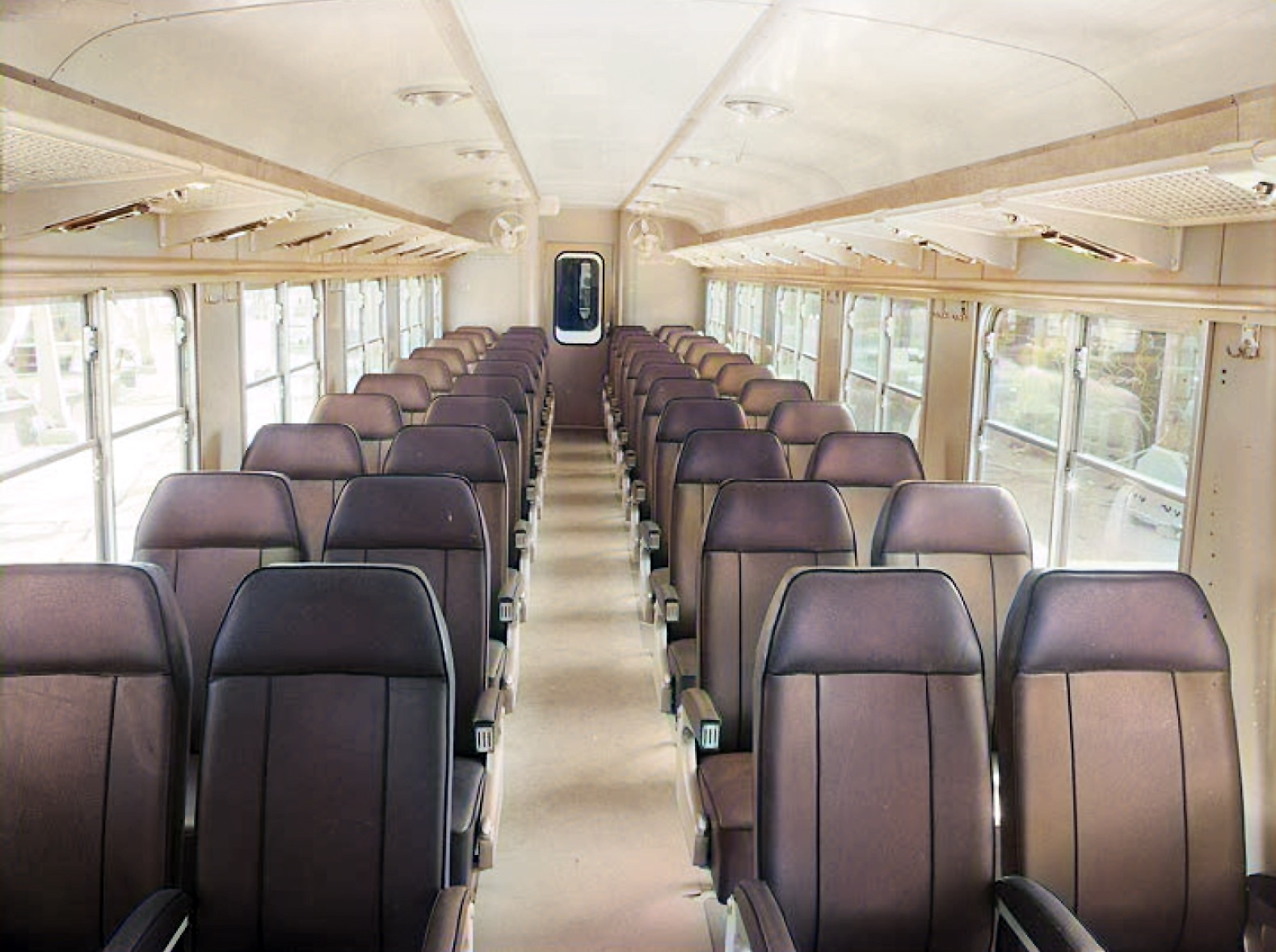
Foto del interior de un vagón del autoferro ASJ. Fuente: Rudström, 2015 y 2018, y archivo de ASJ en el Museo del Ferrocarril de Östergötland en Linköping.

El interior, tanto en la unidad tractora como en el vagón de remolque, era funcional pero también algo más lujosos que en los ferrobuses normales suecos. Los asientos fueron tapizados en piel y el convoy tenía una zona de cocina con frigorífico. Por supuesto, se incluyó aire acondicionado multiventilador en cada vagón.
El diseño de los vagones difería de los suecos más parecidos a cajas. La unidad tractora tenía un frente muy cuidado y las ventanillas bien adaptadas al resto del estilo del vagón. Por cierto, este fue un estilo que se trasladó a otros ferrobuses que se ofrecieron a clientes nacionales y extranjeros. Cabe mencionar que la propuesta de ferrobuses que ASJ ofreció a Nordmark Klarälvens Railway en 1953 tenía un diseño que recordaba a los trenes de Colombia. Desafortunadamente, no se les permitió construir más ferrobuses con esta apariencia.
La construcción de carrocerías de vagones y bogies fue realizada íntegramente por ASJ. Esto era nuevo para ASJ, anteriormente la construcción de ferrobuses se realizaba en colaboración con otras empresas, como por ejemplo ASEA.

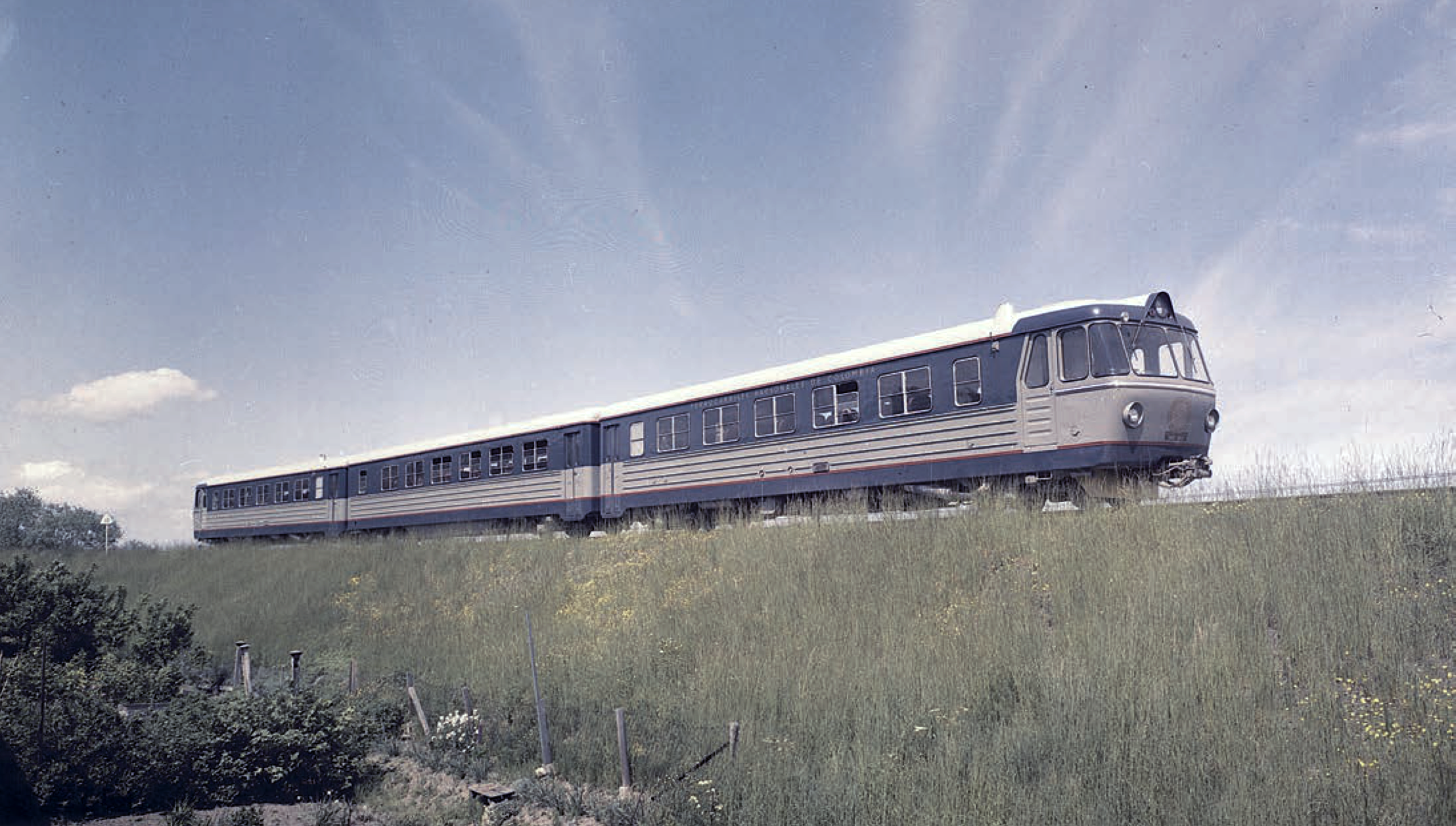
Autoferro ASJ en pruebas sobre via estrecha o Ringstorpsbanan, en ocasiones se utilizaban 3 unidades para la prueba, 1 unidad tractora y 2 vagones. Fuente: Rudström, 2015 y 2018, y archivo de ASJ en el Museo del Ferrocarril de Östergötland en Linköping.

La pruebas iniciales de conducción, de las unidades tractoras y vagones remolques, se realizaron en las pistas de vía estrecha de Linköping - Ringstorp (Ringstorpsbanan), y en algunas ocasiones hicieron viajes de prueba hasta la ciudad de Åtvidaberg en el sistema de ancho de vía de 891 mm. Según varios de los presentes en estas ocasiones, en estas pruebas se batieron récords de velocidad en varias ocasiones. El cliente colombiano utilizó la Agencia de Maquinaria de SJ para la inspección además de su propio personal que estuvo involucrado durante la fabricación y prueba de funcionamiento de los vagones.

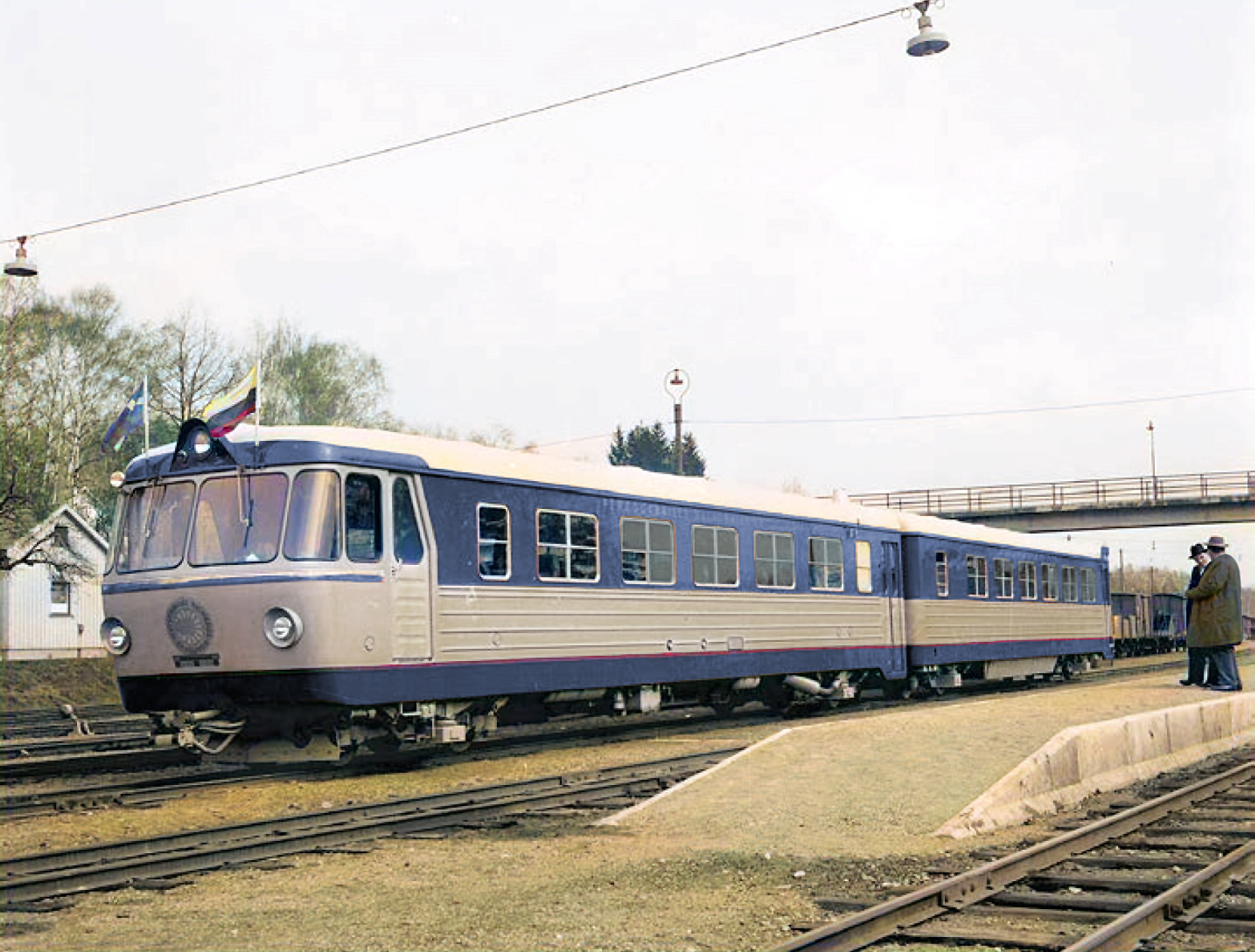
Presentación del Autoferro ASJ al embajador colombiano en Åtvidaberg (1958). Fuente: Rudström, 2015 y 2018, y archivo de ASJ en el [https://ostergotlandsmuseum.se/anlita/arkiv-och-bibliotek/ Museo del Ferrocarril de Östergötland en Linköping

Una vez listos los autoferros, fueron transportados, generalmente, en un convoy de locomotora con vagones de carga especial  (modelo Q37) desde la ciudad de Linköping hasta Gotemburgo. Allí, los vagones se cargaban en barcos especialmente adaptados para su transporte a Colombia parando en Ámsterdam, donde se realizaba el transbordo en un barco más grande. En Colombia parece que se usó el puerto de Buenaventura como puerto de descarga.
Cuando los trenes comenzaron a usarse en Colombia, surgieron muchos problemas. El estándar de ancho de vía y también la gran altitud a la que estaban sectores de las vías, causaron problemas. Por diversas razones, el peso del vehículo de motor o unidad tractora y el vagón remolque se habían vuelto mayor de lo que ASJ había prometido en la cotización. Según ASJ, esto se debió a que la especificación había cambiado durante la fabricación. Para el remolque, el peso aumentó en 3 toneladas y para unidad tractora en 6 toneladas completas, de 17 a 23 toneladas. Esta fue, por supuesto, una de las causas de los problemas, especialmente dadas las duras condiciones que esperaban a los trenes en Colombia. Los motores demostraron ser demasiado débiles y se requirió una modificación instalando un turbocompresor en los motores. Una vez que se entregaron los primeros ocho trenes, las entregas de los vagones restantes se detuvieron hasta que se solucionaron los problemas. Los bogies se rediseñaron para reducir el peso, pero esto más tarde provocó problemas de fatiga del material en el bogie.
El primero de los autoferros modificados se entregó en 1961 y fue aprobado por el cliente después de un período de prueba. Los trenes entregados anteriormente fueron modificados en Colombia, específicamente en un taller de Cali que se utilizaba tanto para el mantenimiento, reparación y las modificaciones que requerían los primeros trenes. Durante el período de entrega se contó con personal de ASJ en Colombia. Además de los problemas mencionados anteriormente, se produjeron una serie de percances técnicos y accidentes más graves. Las colisiones con piedras de gran tamaño caídas sobre las vías, y con otros vehículos como locomotoras a vapor, en algunos casos causaron daños importantes, que también fueron reparados por el personal de ASJ en Colombia.
Los últimos trenes se entregan en marzo de 1961 y tiempo después ASJ finalizó sus operaciones en Colombia. Durante el período en que se realizaron las entregas, también hubo interés de Ferrocarriles Nacionales de Colombia en comprar locomotoras a ASJ, pero no resultó nada. Todavía en 1968, se ordenaron piezas de repuesto para los trenes, nuevamente esta vez con dinero prestado del Banco Mundial.
El tráfico regular de pasajeros por el ferrocarril en Colombia disminuyó constantemente en la década de 1970 y desapareció por completo a principios de la década de 1990. Los trenes turísticos y los chárter existen desde principios de los 80 y aún mantienen algo de tráfico.
Tres de unidades tractoras y seis vagones remolque fueron comprados por un particular, y actualmente un autoferro completo han sido restaurado y se utilizan para viajes en el servicio principal de trenes alrededor de Bogotá. Es el autoferro Nº 1676 al que se le ha dado una nueva vida. Además de un embellecimiento general, se ha reconstruido el convoy, rediseñando la parte delantera para adaptarla al tráfico al que se destinará.